# Општина Топола
Општина Топола је општина у Шумадијском округу у средишту Србије. По подацима из 2004. општина заузима површину од 356 km² (од чега на пољопривредну површину отпада 27.835 ha, а на шумску 5.306 ha).
Седиште општине је град Топола. Општина Топола се састоји од 31 насеља. Према подацима са последњег пописа 2022. године у општини је живело 19.134 становника (према попису из 2011. било је 22.329 становника). У општини се налази 5 основних и 1 средњa школa.